# Поттер (Небраска)
Поттер (англ. Potter) — селище (англ. village) в США, в окрузі Шаєнн штату Небраска. Населення — 342 особи (2020).

## Географія
Поттер розташований за координатами 41°13′7″ пн. ш. 103°18′49″ зх. д. / 41.21861° пн. ш. 103.31361° зх. д. (41.218492, -103.313650).  За даними Бюро перепису населення США в 2010 році селище мало площу 1,20 км², уся площа — суходіл. В 2017 році площа становила 1,55 км², уся площа — суходіл.

## Демографія
Згідно з переписом 2010 року, у селищі мешкало 337 осіб у 151 домогосподарстві у складі 101 родини. Густота населення становила 282 особи/км².  Було 175 помешкань (146/км²).
Расовий склад населення:
| - 96,1 % — білих - 1,2 % — корінних американців - 2,7 % — осіб інших рас |

До двох чи більше рас належало 0,0 %. Частка іспаномовних становила 4,5 % від усіх жителів.
За віковим діапазоном населення розподілялося таким чином: 22,3 % — особи молодші 18 років, 62,0 % — особи у віці 18—64 років, 15,7 % — особи у віці 65 років та старші. Медіана віку мешканця становила 45,8 року. На 100 осіб жіночої статі у селищі припадало 92,6 чоловіків;  на 100 жінок у віці від 18 років та старших — 94,1 чоловіків також старших 18 років.
Середній дохід на одне домашнє господарство  становив 64 465 доларів США (медіана — 40 833), а середній дохід на одну сім'ю — 73 626 доларів (медіана — 42 500). За межею бідності перебувало 16,5 % осіб, у тому числі 23,8 % дітей у віці до 18 років та 3,6 % осіб у віці 65 років та старших.
Цивільне працевлаштоване населення становило 137 осіб. Основні галузі зайнятості: роздрібна торгівля — 25,5 %, освіта, охорона здоров'я та соціальна допомога — 19,0 %, мистецтво, розваги та відпочинок — 13,9 %, транспорт — 11,7 %.